# Skolan för teknikvetenskap
Skolan för teknikvetenskap (engelska: School of Engineering Science) är en av KTH:s fem skolor. SCI-skolans verksamheter finns utspridda på KTH Campus vid Valhallavägen och Kista, AlbaNova universitetscentrum vid Roslagstull och Science For Life Laboratory i Solna. På skolan för teknikvetenskap bedrivs utbildning och forskning inom de grundläggande och tillämpade vetenskaperna, fysik, matematik och teknisk mekanik. Verksamheten inkluderar de experimentellt och beräkningstekniskt avancerade ingenjörstillämpningarna med en fast förankring i grundvetenskaperna. Skolchef är professor Sandra Di Rocco. 

## Skolans institutioner
Skolan har fyra institutioner vars verksamhet leds av de utsedda prefekterna i samarbete med skolchef.
- Institutionen för fysik - Prefekt Pär Olsson
- Institutionen för tillämpad fysik - Prefekt Carlota Canalias Gomez
- Institutionen för matematik - Prefekt Mats Boij
- Institutionen för teknisk mekanik - Prefekt Fredrik Lundell

## Forskning
Forskningen är omfattande och täcker näst intill allt från grundläggande matematik till tillämpad mekanik. Vi arbetar med grundforskning såväl teoretiskt som experimentellt inom i stort sett alla områden, ofta i samarbete med internationella universitet, högskolor, forskningsinstitut och industri. Den tillämpande forskningen är ofta en kombination av teoretiskt, numeriskt och experimentellt arbete och bedrivs i de flesta fall i samarbete med universitet och industri både inom Sverige och internationellt. Forskningen bedrivs vid skolans sex institutioner och genom 17 centrumbildningar sker samverkan mellan andra universitetet och externa parter inom näringsliv och offentlig sektor.

## Utbildning
Inom skolan finns fyra civilingenjörsprogram, elva masterprogram samt åtta doktorsprogram.
Civilingenjörsprogram
- Teknisk fysik
- Teknisk Matematik
- Farkostteknik
- Öppen ingång

Masterprogram
- Flyg‐ och rymdteknik
- Fordonsteknik
- Kärnenergiteknik
- Marina system
- Matematik
- Järnvägsteknik
- Teknisk fysik
- Teknisk mekanik
- Tillämpad matematik och beräkningsmatematik
- Datorsimuleringar inom teknik och naturvetenskap (COSSE)
- Marinteknik (Nordic Five Tech)

Doktorsprogram
- Farkostteknik
- Flyg- och rymdteknik
- Fysik
- Hållfasthetslära
- Matematik
- Teknisk mekanik
- Tillämpad fysik
- Tillämpad matematik och beräkningsmatematik